# Wilhelm Droste (Autor)

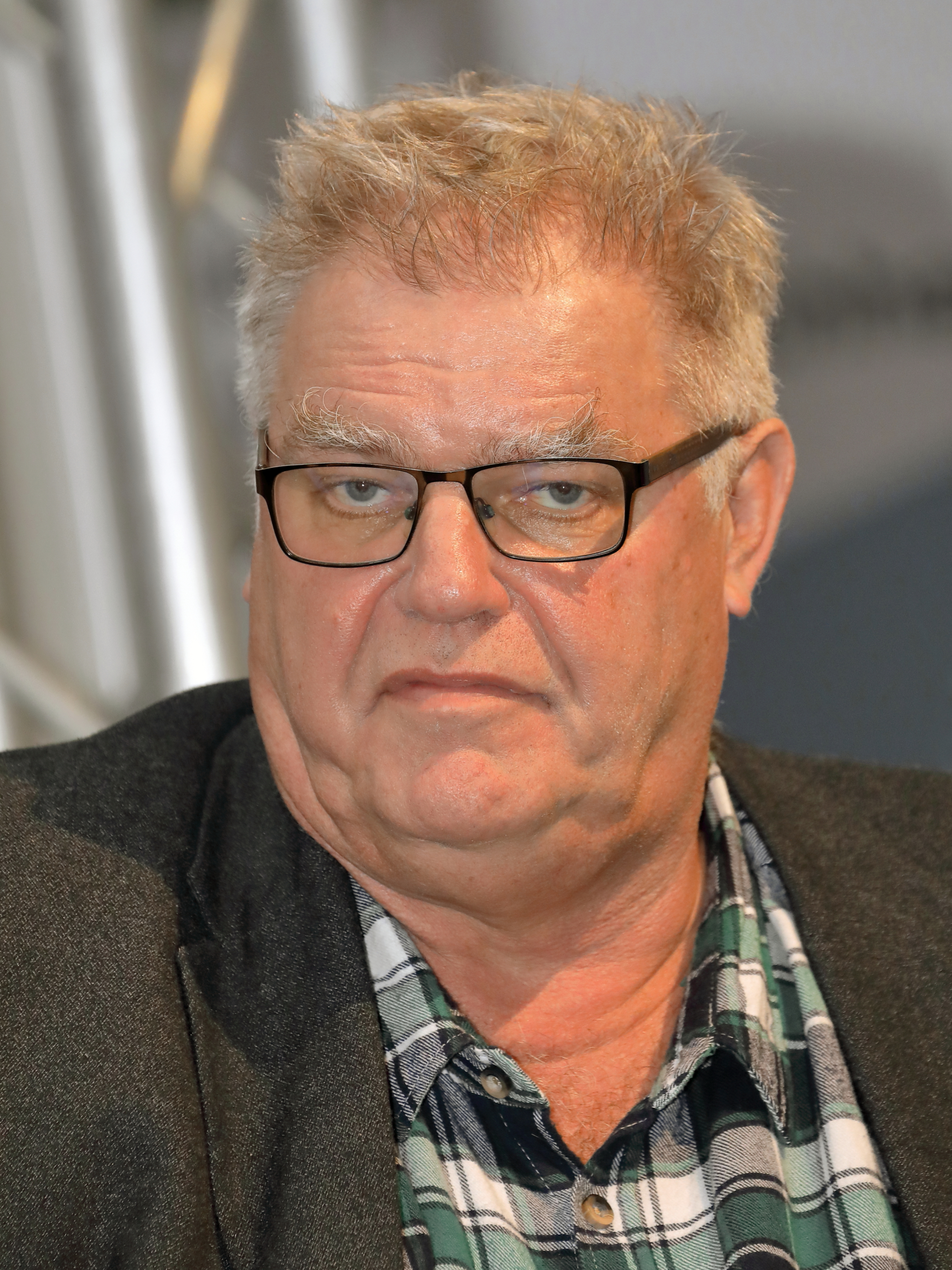
Wilhelm Droste (2019)

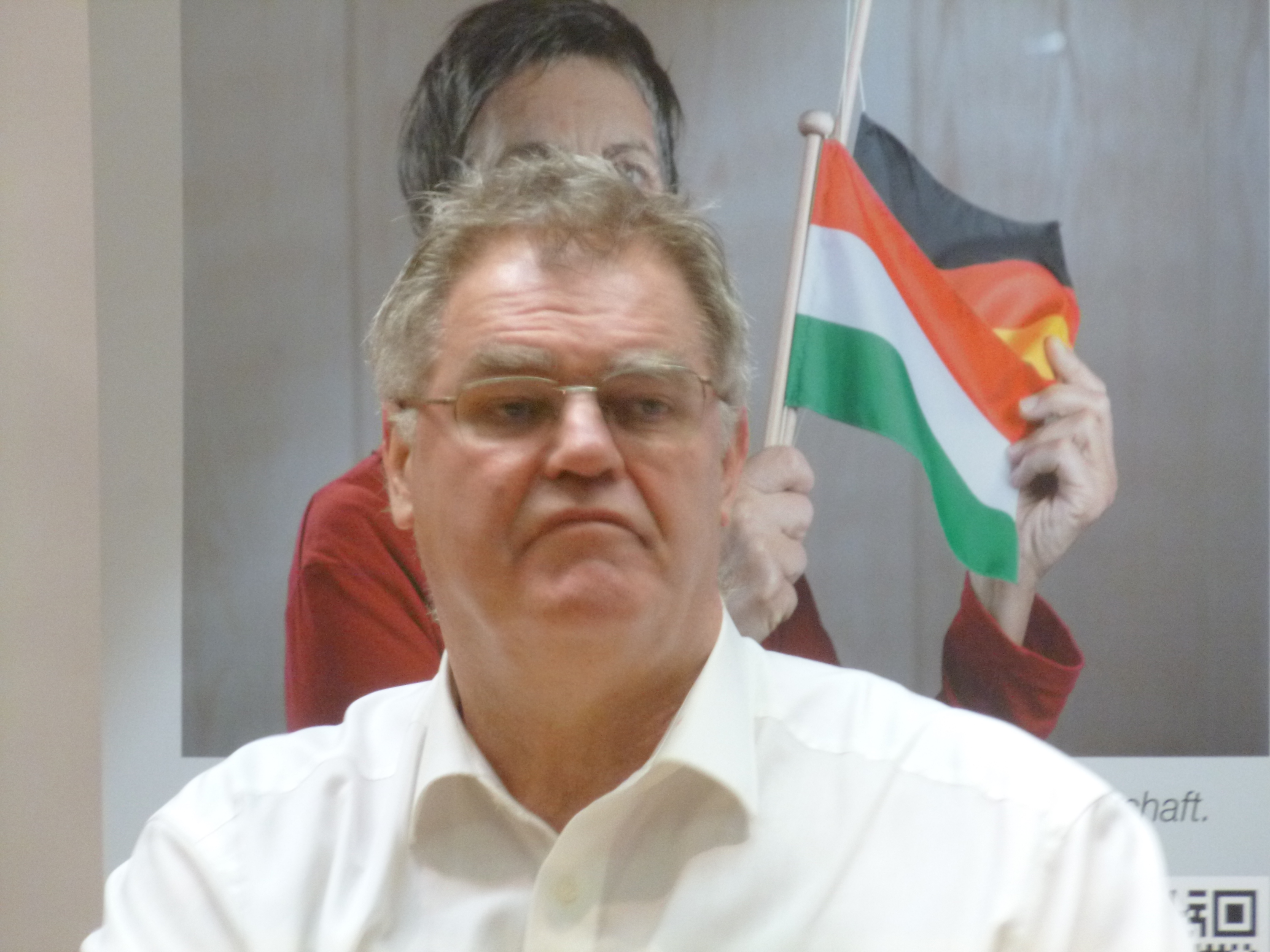
Wilhelm Droste in der Auslandsgesellschaft Dortmund (2016)

Wilhelm Droste (geboren am 20. März 1953 in Allendorf (Sundern)) ist ein  deutscher Autor und Übersetzer, der in Budapest arbeitet.

## Leben
Droste studierte in Marburg Germanistik, Geschichte und Politologie und ging nach wiederholten Ungarnbesuchen in den 1970er Jahren 1989 noch vor der Wende mit dem DAAD nach Budapest. Er arbeitet dort seither als Deutschlektor an der  Loránd-Eötvös-Universität. Droste ist Herausgeber der deutsch-ungarischen Zeitschrift Három Holló/Drei Raben. Er forscht zur Literatur des Fin de siècle und hat u. a. Gedichte von Endre Ady ins Deutsche übersetzt. Er war Initiator des „Café Dürer“ auf dem Universitäts-Campus und des „Café Eckermann“ im Haus des Budapester Goethe-Instituts.
Droste schreibt für die Neue Zürcher Zeitung und den Neuen Pester Lloyd; er hat ein monatliches Feature beim WDR. Er ist mit der Filmemacherin Ildikó Enyedi verheiratet.

## Schriften
- "Poetische Ortswechsel bei Rilke und Ady", Budapest 2014
- Endre Ady: Gib mir deine Augen : Gedichte, Wuppertal : Arco, 2011 ISBN 978-3-938375-46-4
- Pécs, Wuppertal : Arco, 2010
- Gábor T. Szántó: In Schuld verstrickt : Tagebuch eines ungarischen Rabbiners,  Aus dem Ungar. von Wilhelm Droste. Mit einem Nachw. von Michael Wolffsohn, Berlin : edition q, 1999 ISBN 3861245124
- Budapest. Ein literarisches Porträt, Frankfurt am Main : Insel-Verlag, 1998
- Ungarn, Hamburg : Ellert u. Richter, 1989
- Budapest, Hamburg : Ellert u. Richter, 1987